# Никола Тричковић
Никола Тричковић (Београд, 15. новембра 1999) српски је фудбалер који тренутно наступа за РФК Нови Сад.

## Каријера
Тричковић је прошао млађе категорије Црвене звезде у којој је провео 6 година. У међувремену, током лета 2014, медији су објавили вест о његовом преласку у Партизан. У омладинској конкуренцији је наступао за Рад, а за први тим је дебитовао у сезони 2018/19. Суперлиге Србије. У том клубу наступао је по левој страни терена, као бек и по потреби нешто истуреније. Уговор са Радом раскинуо је крајем 2019. Наредне године је неко време био под уговором са екипом Младости из Лучана, после чега је као слободан играч приступио ивањичком Јавору. Клуб је напустио крајем календарске 2021. Нешто касније приступио је Тимоку где је одиграо остатак такмичарске 2021/22. Пред наредну сезону потписао је за РФК Нови Сад.

## Репрезентација
Тричковић је током сезоне 2016/17. био позиван у националну селекцију Србије у узрасту до 18 година старости. Наступио је на пријатељским утакмицама са Црном Гором и Француском. У новембру 2018, селектор Горан Ђоровић уврстио је Тричковића на списак млађе младе репрезентације, сачињен од играча рођених 1998. и млађих. Тричковић је за ту селекцију дебитовао на сусрету са вршњацима Северне Македоније.

## Статистика

### Клупска
Ажурирано 21. августа 2022.
| Клуб           | Сезона   | Лига             | Лига    | Лига   | Национални куп | Национални куп | Европа  | Европа | Остало  | Остало | Укупно  | Укупно |
| Клуб           | Сезона   | Дивизија         | Наступа | Голова | Наступа        | Голова         | Наступа | Голова | Наступа | Голова | Наступа | Голова |
| -------------- | -------- | ---------------- | ------- | ------ | -------------- | -------------- | ------- | ------ | ------- | ------ | ------- | ------ |
|                |          |                  |         |        |                |                |         |        |         |        |         |        |
| Рад            | 2018/19. | Суперлига Србије | 19      | 0      | 0              | 0              | —       | —      | —       | —      | 19      | 0      |
| Рад            | 2019/20. | Суперлига Србије | 5       | 0      | 0              | 0              | —       | —      | —       | —      | 5       | 0      |
| Рад            | Укупно   | Укупно           | 24      | 0      | 0              | 0              | —       | —      | —       | —      | 24      | 0      |
|                |          |                  |         |        |                |                |         |        |         |        |         |        |
| Младост Лучани | 2019/20. | Суперлига Србије | 0       | 0      | 0              | 0              | —       | —      | —       | —      | 0       | 0      |
|                |          |                  |         |        |                |                |         |        |         |        |         |        |
| Јавор Ивањица  | 2020/21. | Суперлига Србије | 13      | 0      | 2              | 0              | —       | —      | —       | —      | 15      | 0      |
| Јавор Ивањица  | 2021/22. | Прва лига Србије | 5       | 0      | 0              | 0              | —       | —      | —       | —      | 5       | 0      |
| Јавор Ивањица  | Укупно   | Укупно           | 18      | 0      | 2              | 0              | —       | —      | —       | —      | 20      | 0      |
|                |          |                  |         |        |                |                |         |        |         |        |         |        |
| Тимок          | 2021/22. | Прва лига Србије | 14      | 3      | —              | —              | —       | —      | —       | —      | 14      | 3      |
|                |          |                  |         |        |                |                |         |        |         |        |         |        |
| РФК Нови Сад   | 2022/23. | Прва лига Србије | 4       | 0      | —              | —              | —       | —      | —       | —      | 4       | 0      |
|                |          |                  |         |        |                |                |         |        |         |        |         |        |
| Каријера       | Каријера | Каријера         | 60      | 3      | 2              | 0              | —       | —      | —       | —      | 62      | 3      |
|                |          |                  |         |        |                |                |         |        |         |        |         |        |

### Утакмице у дресу репрезентације
| Репрезентација Србије у узрасту до 18 година старости | Репрезентација Србије у узрасту до 18 година старости | Репрезентација Србије у узрасту до 18 година старости | Репрезентација Србије у узрасту до 18 година старости | Репрезентација Србије у узрасту до 18 година старости | Репрезентација Србије у узрасту до 18 година старости | Репрезентација Србије у узрасту до 18 година старости | Репрезентација Србије у узрасту до 18 година старости | Репрезентација Србије у узрасту до 18 година старости | Репрезентација Србије у узрасту до 18 година старости |
| #                                                     | Датум                                                 | Такмичење                                             | Локација                                              | Домаћин                                               | Резултат                                              | Гост                                                  | Гол                                                   | Реф.                                                  |                                                       |
| ----------------------------------------------------- | ----------------------------------------------------- | ----------------------------------------------------- | ----------------------------------------------------- | ----------------------------------------------------- | ----------------------------------------------------- | ----------------------------------------------------- | ----------------------------------------------------- | ----------------------------------------------------- | ----------------------------------------------------- |
| 1.                                                    | 1. децембар 2016.                                     | Пријатељска утакмица                                  | Кућа фудбала, Стара Пазова                            | Србија                                                | 0 : 0                                                 | Црна Гора                                             |                                                       | [ 17 ]                                                |                                                       |
| 2.                                                    | 3. јун 2017.                                          | Пријатељска утакмица                                  | Кућа фудбала, Стара Пазова                            | Србија                                                | 3 : 0                                                 | Француска                                             |                                                       | [ 19 ]                                                |                                                       |
| 2                                                     | Укупан број утакмица и постигнутих погодака           | Укупан број утакмица и постигнутих погодака           | Укупан број утакмица и постигнутих погодака           | Укупан број утакмица и постигнутих погодака           | Укупан број утакмица и постигнутих погодака           | Укупан број утакмица и постигнутих погодака           | 0                                                     |                                                       |                                                       |

| Репрезентација Србије у узрасту до 20 година старости | Репрезентација Србије у узрасту до 20 година старости                    | Репрезентација Србије у узрасту до 20 година старости                    | Репрезентација Србије у узрасту до 20 година старости                    | Репрезентација Србије у узрасту до 20 година старости                    | Репрезентација Србије у узрасту до 20 година старости                    | Репрезентација Србије у узрасту до 20 година старости                    | Репрезентација Србије у узрасту до 20 година старости | Репрезентација Србије у узрасту до 20 година старости | Репрезентација Србије у узрасту до 20 година старости |
| #                                                     | Датум                                                                    | Такмичење                                                                | Локација                                                                 | Домаћин                                                                  | Резултат                                                                 | Гост                                                                     | Гол                                                   | Реф.                                                  |                                                       |
| ----------------------------------------------------- | ------------------------------------------------------------------------ | ------------------------------------------------------------------------ | ------------------------------------------------------------------------ | ------------------------------------------------------------------------ | ------------------------------------------------------------------------ | ------------------------------------------------------------------------ | ----------------------------------------------------- | ----------------------------------------------------- | ----------------------------------------------------- |
| 1.                                                    | 16. новембар 2018.                                                       | Пријатељска утакмица                                                     | Спортски центар ФСЦГ, Подгорица                                          | Србија                                                                   | 1 : 0                                                                    | Северна Македонија                                                       |                                                       | [ 21 ]                                                |                                                       |
| 1                                                     | Укупан број утакмица, постигнутих погодака и минута проведених на терену | Укупан број утакмица, постигнутих погодака и минута проведених на терену | Укупан број утакмица, постигнутих погодака и минута проведених на терену | Укупан број утакмица, постигнутих погодака и минута проведених на терену | Укупан број утакмица, постигнутих погодака и минута проведених на терену | Укупан број утакмица, постигнутих погодака и минута проведених на терену |                                                       |                                                       |                                                       |